# Reproducción tonal
En la teoría sobre fotografía, la reproducción tonal es el mapeo  de luminancia de la escena y el color para imprimir reflectancia o luminancia de exhibición, con el objetivo de reproducir correctamente el brillo y las diferencias de brillo. La reproducción tonal es una relación que mide la luminancia de una foto y su contraste.
La reproducción de escenas de color en tonos blancos y negros es desde hace tiempo una preocupación para los fotógrafos.
Una curva de reproducción tonal es a menudo referida a por sus iniciales, TRC (en inglés), aunque la 'R' a veces se refiere a respuesta, como en "curva de respuesta tonal".

## En fotografía
En fotografía, las diferencias entre una reproducción tonal "objetiva" y "subjetiva" y entre una reproducción tonal "precisa" y "preferida" han sido reconocidas desde hace mucho tiempo. Se reconoce que muchos pasos en el proceso de la fotografía tienen sus propias curvas no-lineales, que combinadas forman la curva de reproducción tonal total; el esquema de Jones fue desarrollado como una forma de ilustrar y combinar las curvas, para estudiar y explicar el proceso fotográfico.
La gama de luminancia de una escena mapea al plano focal de la iluminancia y la exposición de una cámara, aunque no lo hace necesariamente de una manera directamente proporcional, como por ejemplo cuando un filtro de densidad neutral graduado se utiliza para reducir el rango de exposición a un valor menor que al de la gama de luminancia de la escena. La película responde de manera no-lineal a la exposición, como se caracteriza en la curva típica de la película, o la curva Hurter-Driffield; esta parcela de densidad óptica del negativo desarrollado versus el logaritmo de exposición (también llamado una curva D-logE) tiene una sección central recta cuya pendiente se llama el gama de la película.  El gamma puede ser controlado escogiendo películas diferentes o por variables de desarrollo de tiempo o de temperatura.  De manera similar, la luz transmitida por el negativo expuesto a un papel fotográfico e interactúa con la curva característica del papel para dar una curva de reproducción tonal global.  A veces se modifica la exposición del papel en el cuarto de revelado a través de las técnicas de "esquivar y quemar" (dodging & burning), complicando aún más la reproducción tonal global, a menudo ayudando a mapear un rango dinámico más amplio de un negativo en un rango de reflectancia más estrecho en el impreso.
En fotografía digital, los sensores de imagen tienden a ser casi lineales, pero estas características no-lineares de la reproducción tonal se emulan a través del hardware de la cámara y/o a través del procesamiento de software, a través de las "curvas". 

## En imprenta
En la imprenta, una curva de reproducción tonal se aplica a un resultado deseado -un valor de  luminancia referido, por ejemplo, para ajustar hacia la ganancia de punto de un método de impresión particular. Los métodos basados en la impresión por puntos tienen un tamaño nativo de punto finito. El punto no es cuadrado ni de cualquier otra forma tal que cuando se apilan juntos llena perfectamente un área de imagen; antes bien, el punto será más grande que su área objetivo y en cierta medida se superpone con los puntos vecinos. Si fuera más pequeño que su área objetivo, no sería posible saturar el substrato. Una curva de reproducción tonal se aplica a la imagen electrónica previo a ser impresa, de manera que la reflectancia de la impresión se aproxime estrechamente a la proporcionalidad del intento de luminancia implicado por la imagen electrónica.
Es más fácil de demostrar la necesidad de una curva de reproducción tonal utilizando métodos de impresión de semitonos tales como las tecnologías inkjet o xerográficas. Sin embargo, esta necesidad también se aplica a los métodos de tono continuo como la impresión sobre papel fotográfico.
Como ejemplo, supongamos que uno quiere imprimir un área con un 50% de reflectancia, asumiendo que ninguna tinta es 100% reflectante y que la tinta negra saturada es de 0% de reflectancia (que por supuesto no es). El 50% podría ser aproximado utilizando semitonos digitales aplicando un punto de tinta en cada otro punto del área objetivo, y escalonando las líneas como si fueran ladrillos. En un mundo perfecto, esto cubriría exactamente la mitad de la página con tinta y haría que la página pareciera tener un 50% de reflectancia. Sin embargo, como la tinta se derrama también a las locaciones objetivo colindantes, más del 50% de la página estará oscura. Para compensar este oscurecimiento, se aplica una curva de reproducción tonal y el valor de reflectancia se reduce a algo menos del 50% de cobertura de puntos. Cuando se aplican semitonos digitales, ya no se tiene un patrón uniforme de on-off-on-off, sino que se tiene otro patrón que tendrá como objetivo rellenar menos del 50% del área con tinta. Si se elige la curva de reproducción tonal correcta, el área tendrá un promedio de reflectancia del 50% una vez que la tinta se derrama.
Una curva de reproducción tonal puede ser aplicada al hacer conversión del espacio de color. Por ejemplo, por default, cuando se transforma de L*A*B* a CMYK, Photoshop aplica un perfil ICC para las tintas SWOP estándares y 20% de ganancia de punto para el papel revestido.